# Freakbeat
Freakbeat é gênero europeu de rock que teve seu apogeu entre os anos de 1966 e 1967. Elementos do som freakbeat incluem, efeitos direitos,  fortes batidas, riffs de guitarra fortes e frenéticos, e uso extremo de efeitos como: fuzztone, flanger e distorção. Além disso, faixas de compressão ou supressão de vocal e bateria.
Freqüentemente utilizado para descrever o equivalente europeu ao garage rock psicodélico de grupos americanos como The Seeds, The Thirteenth Floor Elevators, e The Standells, o Freakbeat é mais freqüentemente aplicada à música originária do Reino Unido, apesar de muitos artistas do continente europeu também terem contribuindo para o estilo freakbeat.
Alguns dos melhores e mais conhecidos exemplos do gênero freakbeat incluem os hits britânicos com "Take a Heart" do The Sorrows, "Making Time" do The Creation, e "I Can Hear the Grass Grow" do The Move. Grande parte do material coletado na compilação Nuggets II: Original Artyfacts from the British Empire and Beyond, 1964-1969, da Rhino Records, lançado em 2001, pode ser classificado como freakbeat.
O termo "freakbeat" foi inventado na década de 1980 pelo jornalista e critico musical Phil Smee, para retroativamente nomear um estilo de música que teria sido o elo perdido entre o R&B da cultura Mod, do início dos anos 1960, e o rock psicodélico e rock progressivo que surgiram no final da década de 1960 com bandas como Pink Floyd. A música tipicamente freakbeat teria sido criada pela combinação destes elementos em experiências com técnicas de produção em estúdio.